# Omar Narváez
Omar Andrés Narváez (Trelew, Provincia de Chubut, 7 de octubre de 1975) es un boxeador argentino. Fue campeón mundial de la categoría mosca y supermosca entre el año 2002 y 2014 con 28 defensas exitosas.

## Biografía
Las primeras incursiones de Omar Narváez en el boxeo fueron gracias a su hermano, Marcelo Gutiérrez, aunque al ser pequeño su madre le prohibía boxear. Al fallecer la misma, Omar comienza a practicar boxeo en Chubut. Al enterarse, su padre Estanislao Narváez accede a que su hijo practique ese deporte, su entrenador al ver que este poseía "talento natural" para el boxeo lo hizo realizar peleas amateur con buenos resultados, más tarde fue convocado por la F.A.B (Federación Argentina de Box) para los Juegos Panamericanos de 1999, donde se consagró campeón en su categoría.
También participó en los Juegos Olímpicos de 1996 en Atlanta y de 2000 en Sídney. En los últimos, quedó afuera en cuartos de final tras un polémico fallo. Tiempo después, como profesional disputó el título mundial mosca OMB ante Adonis Rivas.
Su primera defensa del título fue en su ciudad natal (Trelew) en una pelea con poco brillo. "El Huracán" recibió un corte producto de un cabezazo, lo cual produjo la descalificación inmediata de su contendiente, Luis Lazarte.
Poco a poco fue formando un movimiento de cintura increíblemente veloz y un puño con una precisión difícil de alcanzar, al cual le debe sus históricas 16 defensas. Siendo así, el boxeador argentino en obtener la máxima cantidad de peleas mundialistas profesionales. En 2004 recibió el premio Jorge Newbery de oro.
El 10 de marzo de 2007 defendió exitosamente el título mosca por décima vez ante el francés Brahim Asloum, superando la plusmarca argentina de defensas exitosas en la categoría que compartía con 9 con Santos Laciar y Pascual Pérez.
El 7 de febrero de 2009 superó el récord histórico del gran campeón argentino de peso medio Carlos Monzón, defendiendo el título por decimoquinta vez.
El 15 de mayo de 2010 tras vencer en doce intensos asaltos al nicaragüense Everth Briceño se consagró campeón mundial supermosca, título que ya defendió 3 veces, ante Víctor Zaleta, César Seda y William Urina, ganando las 3 peleas por puntos en fallo unánime.
En 2010 la Fundación Konex le otorgó el Premio Konex de Platino al mejor boxeador de la década en Argentina. 
El 22 de octubre de 2011, en el Madison Square Garden de Nueva York peleó contra el filipino Nonito Donaire, campeón de la Organización Mundial de Boxeo y el Consejo Mundial de Boxeo de la categoría Gallo, que expuso sus coronas ante el chubutense. Narváez fue derrotado por puntos en decisión unánime.
El 21 de diciembre de 2013, Frente a David Carmona, ganó su décima (novena defensa) pelea mundialista por el título supermosca de la WBO.
El 17 de mayo de 2014, logra su décima defensa del título mundial supermosca WBO, venciendo al mexicano Antonio García, convirtiéndose así, en el único boxeador de la historia en defender exitosamente 10 veces, el título mundial en 2 categorías diferentes {Mosca (Récord) y Supermosca}.
El 19 de septiembre de 2014, en una de las mejores peleas de su vida, ganó nuevamente al mexicano Felipe Orucuta, cumpliendo así, con su undécima defensa exitosa del título supermosca de la WBO (OMB), y llegando a su trigésima pelea mundialista, siendo el tercer boxeador con más peleas por el título del mundo.
El 30 de diciembre de 2014 pierde el título supermosca contra el invicto japonés Naoya Inoue, por KO en el segundo round.
Omar Narváez se enfrentó el viernes 19 de febrero de 2016 al venezolano Jesús Vargas (17 años menor que Narváez)  por el título Latino vacante de los gallos de la FIB, en el Nuevo Estadio Aurinegro, de Puerto Madryn (Chubut, Argentina). Después de una verdadera exhibición de boxeo de parte del argentino, el venezolano Vargas decidió abandonar en el octavo round de la contienda. Considerándose, por lo tanto, KO técnico a favor de Omar Narváez.
En 2020 es reconocido por su trayectoria al recibir su segundo Premio Konex como uno de los mejores boxeadores de la última década.

## Títulos mundiales
- Campeón mundial de peso mosca de la OMB
- Campeón mundial de peso supermosca de la OMB

### Récords
- Es el boxeador sudamericano con más peleas de título mundial (31).
- Junto con Julio César Chávez es el boxeador con más defensas de títulos mundiales en distintas categorías (29).
- Posee el récord de ser el argentino de más defensas irrumpidas de un título mundial con 16, superando a Carlos Monzón con 14.
- Se mantuvo oficialmente invicto 10 años, 10 meses, 21 días.

## Récord profesional
| 48 Ganadas (25 KOs), 2 Derrotas y 2 Empates |        |                            |                          |        |        |                                               |                                                                     |
| Res.                                        | Record | Oponente                   | Fecha                    | Round  | Tiempo | Localidad                                     | Notas                                                               |
| G                                           | 48-2-2 | Jesus Vargas               | 3 de febrero de 2018     | UD 10  |        | Nuevo Palacio Aurinegro, Puerto Madryn        |                                                                     |
| G                                           | 47-2-2 | Nikolai Potapov            | 14 de octubre de 2017    | RTD 7  |        | Estadio Obras Sanitarias, Buenos Aires        |                                                                     |
| G                                           | 46-2-2 | Breilor Teran              | 11 de junio de 2016      | UD 10  |        | Gimnasio Municipal N° 1, Trelew               | Retiene el título latino de la IBF categoría gallo                  |
| G                                           | 45-2-2 | Jesús Vargas               | 19 de febrero de 2016    | KO 8   |        | Nuevo Estadio Aurinegro, Chubut               | Gana el título vacante latino de la IBF categoría gallo             |
| G                                           | 44-2-2 | Diego Pichardo             | 10 de octubre de 2015    | UD 10  |        | Ce.De.M. N° 2, Caseros, Buenos Aires          | Gana el título vacante internacional de la WBO categoría supergallo |
| D                                           | 43-2-2 | Naoya Inoue                | 30 de diciembre de 2014  | KO 2   |        | Metropolitan Gym, Tokio                       | Pierde el título WBO de la categoría Supermosca.                    |
| G                                           | 43-1-2 | Felipe Orucuta             | 19 de septiembre de 2014 | MD 12  |        | Anfiteatro Municipal, Villa María, Córdoba    | Retiene el título WBO de la categoría Supermosca.                   |
| G                                           | 42-1-2 | Antonio Garcia             | 17 de mayo de 2014       | KO 4   |        | Anfiteatro Municipal, Villa María, Córdoba    | Retiene el título WBO de la categoría Supermosca.                   |
| G                                           | 41-1-2 | David Carmona              | 21 de diciembre de 2013  | TKO 7  | 1:40   | Benavídez                                     | Retiene el título WBO de la categoría Supermosca.                   |
| G                                           | 40-1-2 | Hiroyuki Hisataka          | 24 de agosto de 2013     | TKO 10 | 1:26   | Trelew                                        | Retiene el título WBO de la categoría Supermosca.                   |
| G                                           | 39-1-2 | Felipe Orucuta             | 25 de mayo de 2013       | SD 12  |        | Buenos Aires                                  | Retiene el título WBO de la categoría Supermosca.                   |
| G                                           | 38-1-2 | David Quijano              | 15 de diciembre de 2012  | UD 12  |        | San Miguel de Tucumán                         | Retiene el título WBO de la categoría Supermosca.                   |
| G                                           | 37-1-2 | Johnny García              | 20 de octubre de 2012    | KO 11  | 2:55   | Buenos Aires                                  | Retiene el título WBO de la categoría Supermosca.                   |
| G                                           | 36-1-2 | José Cabrera               | 31 de marzo de 2012      | UD 12  |        | San Juan                                      | Retiene el título WBO de la categoría Supermosca.                   |
| D                                           | 35-1-2 | Nonito Donaire             | 22 de octubre de 2011    | UD 12  |        | Nueva York                                    | Por los títulos WBC y WBO de la categoría Gallo.                    |
| G                                           | 35-0-2 | William Urina              | 11 de juno de 2011       | UD 12  |        | Buenos Aires                                  | Retiene el título WBO de la categoría Supermosca.                   |
| G                                           | 34-0-2 | César Seda                 | 15 de marzo de 2011      | UD 12  |        | Buenos Aires                                  | Retiene el título WBO de la categoría Supermosca.                   |
| G                                           | 33-0-2 | Víctor Zaleta              | 12 de febrero de 2011    | UD 12  |        | Buenos Aires                                  | Retiene el título WBO de la categoría Supermosca.                   |
| G                                           | 32-0-2 | Everth Briceño             | 15 de mayo de 2010       | UD 12  |        | Buenos Aires                                  | Gana el título vacante WBO de la categoría Supermosca.              |
| G                                           | 31-0-2 | Santiago Iván Acosta       | 24 de febrero de 2010    | UD 10  |        | Estadio Socios Fundadores, Comodoro Rivadavia |                                                                     |
| G                                           | 30-0-2 | Omar Soto                  | 26 de junio de 2009      | KO 11  |        | Buenos Aires                                  | Retiene el título WBO de la categoría Mosca.                        |
| G                                           | 29-0-2 | Rayonta Whitfield          | 7 de febrero de 2009     | TKO 10 |        | Puerto Madryn                                 | Retiene el título WBO de la categoría Mosca.                        |
| G                                           | 28-0-2 | Alejandro Hernández        | 20 de septiembre de 2008 | UD     |        | Puerto Madryn                                 | Retiene el título WBO de la categoría Mosca.                        |
| G                                           | 27-0-2 | Iván Pozo                  | 9 de mayo de 2008        | RTD 7  | 0:01   | Vigo                                          |                                                                     |
| G                                           | 26-0-2 | Carlos Tamara              | 25 de enero de 2008      | UD     |        | Puerto Madryn                                 | 119-109, 120-108, 119-109                                           |
| G                                           | 25-0-2 | Marlon Márquez             | 14 de septiembre de 2007 | TKO 4  |        | Trelew                                        |                                                                     |
| G                                           | 24-0-2 | Brahim Asloum              | 10 de marzo de 2007      | UD     |        | Le Cannet                                     | 118-109, 117-110, 116-111                                           |
| G                                           | 23-0-2 | Walberto Ramos             | 14 de octubre de 2006    | UD     |        | Córdoba                                       | 115-111, 117-109, 115-112                                           |
| G                                           | 22-0-2 | Rexon Flores               | 5 de agosto de 2006      | UD     |        | Córdoba                                       | 120-108, 119-109, 119-109                                           |
| G                                           | 21-0-2 | Feliciano Azuaga           | 11 de abril de 2006      | TKO 6  |        | Córdoba                                       |                                                                     |
| G                                           | 20-0-2 | Bernard Inom               | 5 de diciembre de 2005   | TKO 11 | 0:44   | Bercy                                         |                                                                     |
| G                                           | 19-0-2 | Wellington Vicente         | 8 de abril de 2005       | KO 7   |        | Trelew                                        |                                                                     |
| G                                           | 18-0-2 | Marcos Obregón             | 10 de diciembre de 2004  | KO 5   |        | Córdoba                                       |                                                                     |
| G                                           | 17-0-2 | Wellington Vicente         | 29 de octubre de 2004    | TKO 10 |        | Córdoba                                       |                                                                     |
| G                                           | 16-0-2 | Reginaldo Martins Carvalho | 6 de marzo de 2004       | TKO 3  | 1:27   | Buenos Aires                                  |                                                                     |
| G                                           | 15-0-2 | Alexander Mahmutov         | 14 de noviembre de 2003  | RTD 11 | 0:01   | Levallois-Perret                              |                                                                     |
| E                                           | 14-0-2 | Andrea Sarritzu            | 9 de agosto de 2003      | PTS    |        | Cagliari                                      |                                                                     |
| G                                           | 14-0-1 | Everaldo Morales           | 7 de junio de 2003       | TKO 5  |        | Buenos Aires                                  |                                                                     |
| G                                           | 13-0-1 | Andrea Sarritzu            | 14 de diciembre de 2002  | SD     |        | Quartu Sant'Elena                             | 116-112, 116-113, 112-116                                           |
| G                                           | 12-0-1 | Luis Alberto Lazarte       | 13 de septiembre de 2002 | DQ 10  | 2:27   | Trelew                                        |                                                                     |
| G                                           | 11-0-1 | Adonis Rivas               | 13 de julio de 2002      | UD 12  |        | Buenos Aires                                  | Ganó el título WBO de la categoría Mosca.                           |
| G                                           | 10-0-1 | Felipe Rodríguez Zapata    | 30 de marzo de 2002      | KO 1   |        | Buenos Aires                                  |                                                                     |
| G                                           | 9-0-1  | Marcos Obregón             | 10 de noviembre de 2001  | UD     |        | Buenos Aires                                  | 100-93, 100-91.5, 100-88                                            |
| G                                           | 8-0-1  | Wellington Vicente         | 6 de octubre de 2001     | UD     |        | Buenos Aires                                  | 100-88, 100-90, 100-89                                              |
| G                                           | 7-0-1  | Sandro Pereyra             | 21 de septiembre de 2001 | TKO 1  | 1:46   | Córdoba                                       |                                                                     |
| G                                           | 6-0-1  | Nicolás Vergara            | 25 de agosto de 2001     | TKO 3  |        | General Levalle                               |                                                                     |
| G                                           | 5-0-1  | Javier Arce                | 30 de junio de 2001      | KO 3   | 3:00   | Necochea                                      |                                                                     |
| E                                           | 4-0-1  | Carlos Montivero           | 9 de junio de 2001       | PTS    |        | Posadas                                       |                                                                     |
| G                                           | 4-0    | Ricardo Toledo             | 14 de abril de 2001      | RTD 5  | 0:01   | Puerto Madryn                                 |                                                                     |
| G                                           | 3-0    | Ricardo Toledo             | 26 de enero de 2001      | MD 4   |        | Necochea                                      |                                                                     |
| G                                           | 2-0    | Daniel Monzón              | 16 de diciembre de 2000  | KO 1   |        | Buenos Aires                                  |                                                                     |
| G                                           | 1-0    | Carlos Palacios            | 1 de diciembre de 2000   | RTD 4  |        | Trelew                                        |                                                                     |